# ちりめん

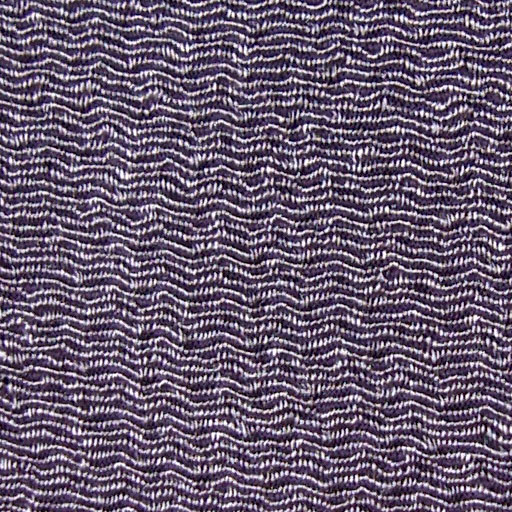
ちりめん（レーヨン製）の表面を拡大したところ。

ちりめん（縮緬、クレープ織り、仏: crêpe）は、絹を平織りにして作った織物。
縮(ちぢみ)織りの一種であるが、その中で、絹で織った物の事を言う
｡

## 概略
歴史や製法などについての詳細は丹後ちりめんの項目を参照。
一般的には、経糸にはほとんど撚り（より）のない糸を使い、緯糸として、強い撚りをかけた右撚り糸（右回りにねじった糸）と左撚り糸（左回りにねじった糸）とを交互に織り込む。このため、精練すると、撚りのかかった糸に撚りを戻そうとする力が生まれ、布が縮んで、生地の表面にシボ（凹凸）が現れる。生地の表面を光が乱反射することで色映えが良く、呉服に仕立てられるほか、風呂敷地や袴地、端材も押絵やつまみ細工などの手芸材料に使われる。
天正年間に中国から大阪の堺に伝わり、時代が下るにつれて京都の西陣、丹後、長浜などに製法が広まっていった。
絹・レーヨンで織られたちりめんは、水に浸けるとさらに縮むが、ポリエステルなど化繊で織られたちりめんは縮まない。
縦糸に絹糸、横糸に綿糸を用いて縮緬のように織った綿縮緬というものもある。

## 種類
- シボのあらわし方による分類
  - 両縮緬（平縮緬） - 経糸に無撚糸を使い、緯糸に、右撚りの強撚糸と左撚りの強撚糸を一定の本数ずつ交互に打ち込んで、全体に均等なシボをあらわしたもの。両シボ、両縮みともいう。一般的な縮緬はこれである。洋生地ではクレープ・デシンなどがこれにあたる。
  - 片縮緬 - 経糸に無撚糸、緯糸に強撚糸を用いて平織にし、一方向にシワ状のシボをあらわしたもの。片シボ、片縮みともいう。楊柳などが代表的。

- 撚り（より）のない無撚糸と、撚りのかかった強撚糸との組み合わせによる分類
  - 緯縮緬（よこちりめん） - 緯糸に強撚糸を用いたもの。
  - 経縮緬（たてちりめん） - 経糸に強撚糸を用いたもの。
  - 経緯縮緬（たてよこちりめん） - 経糸と緯糸の両方に強撚糸を用いたもの。ジョーゼットが代表的[6]。

## 日本のちりめん
- 産地別
  - 丹後ちりめん - 京都府丹後地方
  - 浜ちりめん（長浜ちりめん） - 滋賀県長浜市
  - 越後ちりめん - 新潟県上越市高田など

- 種類別（丹後ちりめん#技法による種類も参照）
  - 一越縮緬 - 昭和初期に流行した[7]。
  - 二越縮緬
  - 鬼縮緬（鶉縮緬、鎖縮緬）
  - 錦紗縮緬（錦紗、金砂） - シボの小さい柔らかい縮緬。雲井縮緬とともに大正期に関東で流行した[7]。
  - 雲井縮緬
  - 東雲縮緬
  - 風通縮緬 - 昭和初期に生み出された[7]。
  - 壁縮緬（壁著羅、かべちょろ）

テレビドラマ『水戸黄門』では、主人公水戸光圀は「越後の縮緬問屋の隠居で光右衛門」と名乗っている。